# 히노 도모키
히노 도모키(일본어: 日野 友貴, 1997년 6월 15일~)는 일본의 축구 선수이다.

## 구단 경력
그는 2020년 일본 풋볼 리그의 혼다 록 SC(미네베아 미쓰미 FC)에 입단했다. 2023년까지 90경기에 출전하여, 33득점을 넣었다. 2024년 J3리그의 FC 이마바리로 이적했다. 2024년 J3리그 준우승으로 J2리그로 승격했다.